# Meng Fei
Meng Fei (Pekín, China, 22 de marzo de 1981) es una gimnasta artística china, dos veces subcampeona del mundo en 1995 en el concurso por equipos y en 1997 en la prueba de asimétricas.

## Carrera deportiva
En el Mundial de Sabae 1995 gana la plata en el concurso por equipos, tras Rumania y por delante de Estados Unidos, siendo sus compañeras de equipo: Mo Huilan, Mao Yanling, Qiao Ya, Liu Xuan, Ye Linlin y Ji Liya.
En el Mundial celebrado en Lausana (Suiza) de 1997 ganó la medalla de plata en asimétricas, tras la rusa Svetlana Khorkina y por delante su compatriota la china Bi Wenjing (bronce); asimismo consiguió el bronce en el concurso por equipos —tras Rumania y Rusia— siendo sus compañeras de equipo: Liu Xuan, Kui Yuanyuan, Duan Zhou, Bi Wenjing y Mo Huilan.